# Alstom RegioCitadis
Der Alstom RegioCitadis ist ein Niederflur-Zweisystem-Stadtbahntriebwagen des Herstellers Alstom Transport Deutschland, vormals Alstom LHB, Salzgitter, vormals Linke-Hofmann-Busch, Waggon-Fahrzeug-Maschinen GmbH für kombinierten Verkehr auf Eisenbahn- und Straßenbahnstrecken.

## Beschreibung
Er ist in Deutschland zugelassen für Verkehre nach der deutschen Eisenbahn-Betriebs-Ordnung EBO und nach der deutschen Betriebs-Ordnung Straßenbahnen BOStrab. In den Niederlanden verkehren die Fahrzeuge als Straßenbahn auf umgenutzter Eisenbahn-Infrastruktur.
Ein Fahrzeug besteht aus einem Mittelwagen mit zwei Laufdrehgestellen und zwei aufgesattelten Endwagen, die jeweils am Fahrzeugende ein Triebdrehgestell haben. In den Laufdrehgestellen werden Losradsätze mit tiefliegenden Portalachsen verwendet. Aufgrund des Zusammenspiels aus Drehzapfenabstand und zu befahrenden Bogenradien beträgt die Gangbreite zwischen den Radkästen der Laufdrehgestelle nur 455 mm. Über den Triebdrehgestellen, wo der Boden um eine 220-mm-Stufe erhöht ist, ist der Gang mit 550 mm etwas breiter. Die geschweißten Stahlwagenkästen sind auf der Einstiegshöhe von 362 mm auf eine Breite von 2400 mm eingezogen, weil auch Bahnsteige zu passieren sind, die passend für schmalere Straßenbahnfahrzeuge angelegt sind.
Die erste Bauserie wurde nach Kassel verkauft. Dorthin wurden 18 Fahrzeuge mit elektrischer Zweisystemausrüstung und 10 weitere als Zweikraftfahrzeuge für den Betrieb unter Gleichstromfahrleitung mit zwei zusätzlichen Dieselgeneratoranlagen geliefert. Die elektrischen Triebwagen wurden im deutschen Fahrzeugeinstellungsregister als Baureihe 452, die Zweikraftfahrzeuge als Baureihe 689 eingeordnet.
Eine zweite Bauserie von 54 Fahrzeugen wurde in die Niederlande für das Projekt RandstadRail verkauft, die später um 18 Fahrzeuge erweitert wurde. Diese sind reine Gleichstromfahrzeuge, die ausschließlich als Straßenbahnen verkehren.

## Kassel

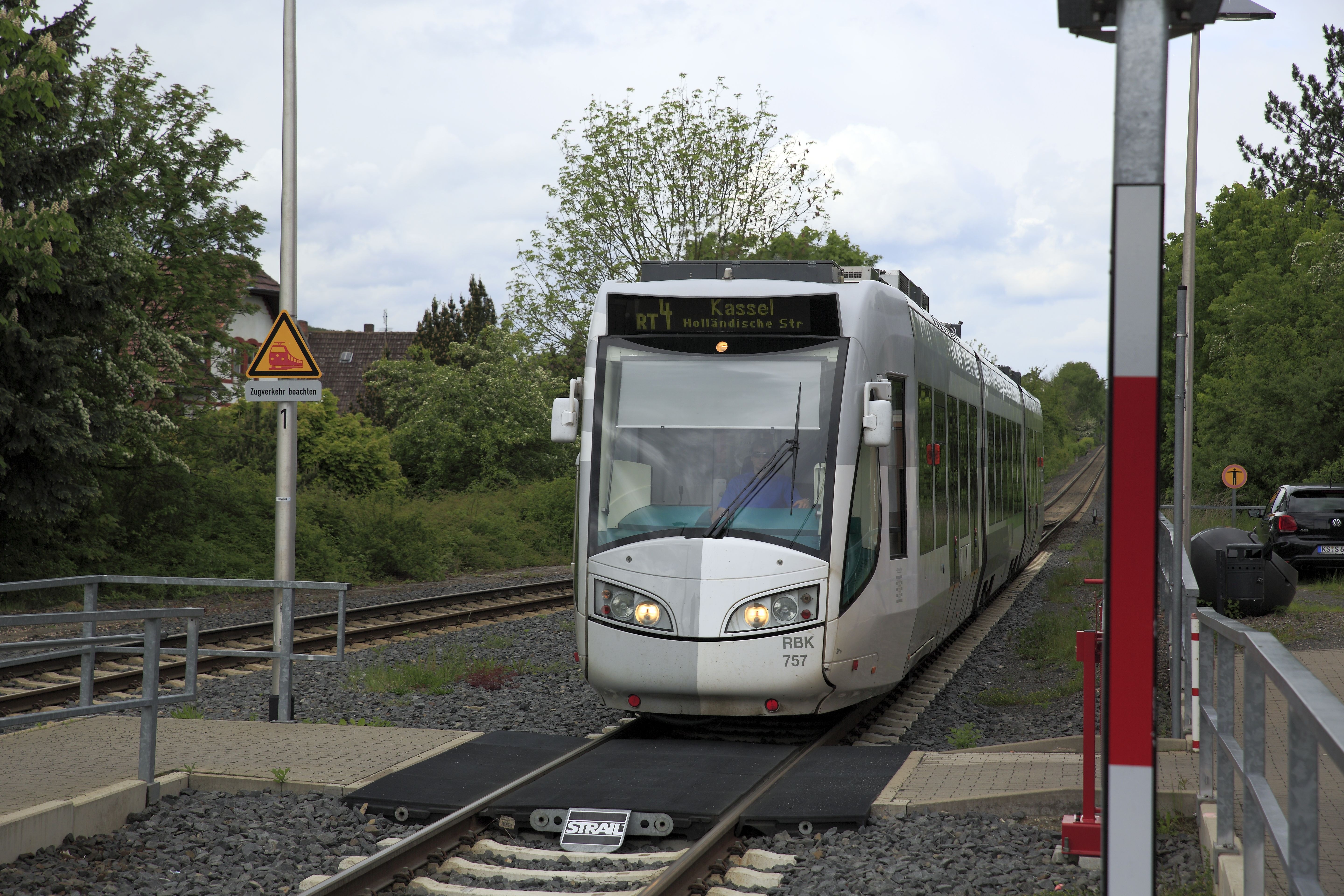
Zweikrafttriebwagen im Dieselbetrieb zwischen Wolfhagen und Kassel im Bahnhof Ahnatal-Weimar

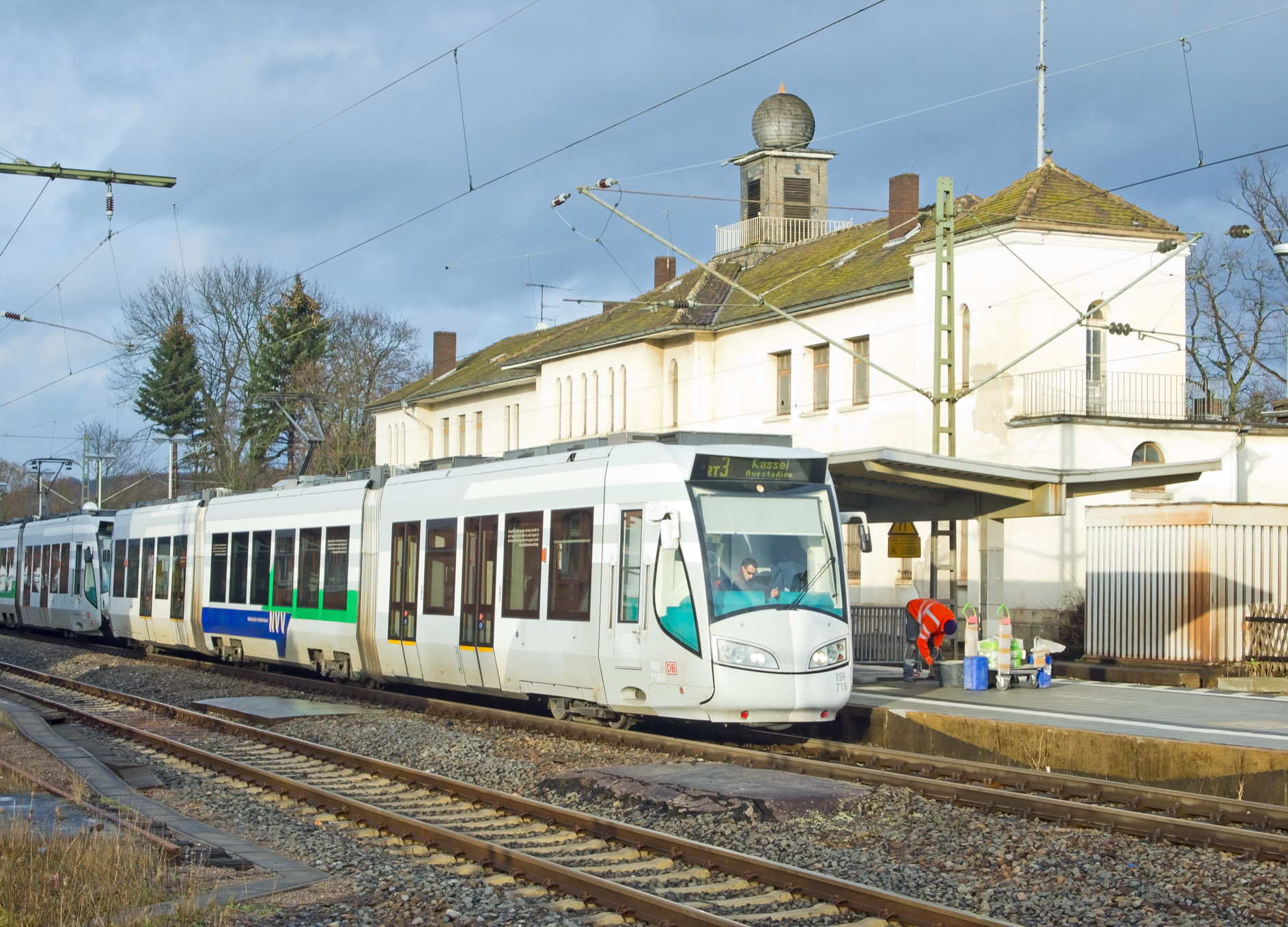
Zug der RegioTram-Linie RT3 im Bahnhof Hofgeismar, Liniennummer im Dezember 2015 in RT1 geändert

Für die RegioTram Kassel wurden ab 2005 28 Fahrzeuge in zwei verschiedenen Ausführungen ausgeliefert. Beide können im Straßenbahnnetz mit 600 Volt Gleichspannung fahren. Die als »E/E-Wagen« bezeichneten Zweisystemfahrzeuge können zusätzlich mit 15 kV~/16,7 Hz im Fernbahnnetz verkehren, die vom Betreiber »E/D-Wagen« genannten Zweikraftwagen haben zusätzlich von MAN-Dieselmotoren angetriebene Generatoren für den Betrieb auf nicht mit 750 V Gleichspannung elektrifizierten Strecken. Letztgenannte waren zur Bauzeit eine Weltneuheit für Regelspur und die ersten in zweistelliger Stückzahl hergestellten Zweikraftstraßenbahnwagen. Ein erkennbarer Unterschied zwischen beiden Bauarten sind die bei den Zweikraftfahrzeugen in den Endwagen zwischen den Türen engeren Mehrzweckbereiche. Im so gewonnenen Raum befinden sich die Treibstoffbehälter.
Das Roll-out des ersten RegioCitadis fand am 6. Juli 2004 statt. Die Fahrzeuge wurden nach Märchenfiguren benannt, um Nordhessen und Kassel als geografischen Mittelpunkt der Grimmschen Märchenwelt bekannter zu machen.
Von den 28 gebauten Fahrzeugen sind 18 mit den Wagennummern 701 bis 718 Zweisystem- und zehn mit den Wagennummern 751 bis 760 Zweikraftwagen.
Die E/E-Wagen werden seit Mai 2005 auf der Bahnstrecke Kassel–Warburg (RT1) außerhalb des Straßenbahnnetzes eingesetzt, seit Juni 2006 auf der Strecke Kassel Hbf–Melsungen  (RT5) sowie von September 2007 bis Dezember 2013 auf der Main-Weser-Bahn bis nach Treysa (RT9).
Die E/D-Wagen werden auf der Strecke Kassel Hbf–Wolfhagen eingesetzt. Zuvor wurden einige Wagen auf der Linie RT2, einer nichtelektrifizierten Abkürzung nach Hessisch Lichtenau, eingesetzt. Auch ein Einsatz auf der alten Bahnstrecke Kassel–Waldkappel zwischen Bf. Wilhelmshöhe und Kaufungen über  Waldau wäre möglich.
Es können bis zu vier Wagen gekuppelt und in Mehrfachtraktion gefahren werden. Im Eisenbahnverkehr können in den morgendlichen Spitzen Dreifachtraktionen gefahren werden, wobei die dritte Einheit im Hauptbahnhof abgekuppelt wird. Aufgrund der Breite der Fahrzeuge können die Wagen bisher im Stadtgebiet nur in der Innenstadt, in der Leipziger Straße zur Strecke nach Hessisch Lichtenau, in der Holländischen Straße sowie in der Frankfurter Straße zum Auestadion eingesetzt werden, die restlichen Strecken des Straßenbahnnetzes verfügen nicht über einen ausreichend großen Gleisabstand. Diese Strecken dürfen unter Einhaltung von Begegnungsverboten passiert werden.
Die Fahrzeuge gehören der Regionalbahn Kassel (RBK). Diese ist aus der Verkehrsgemeinschaft Baunatal hervorgegangen. KVG und Hessische Landesbahn sind an der Gesellschaft, deren Stammkapital seit 1999 500.000 DM betrug, je zur Hälfte beteiligt.

## Den Haag – Zoetermeer (Niederlande)

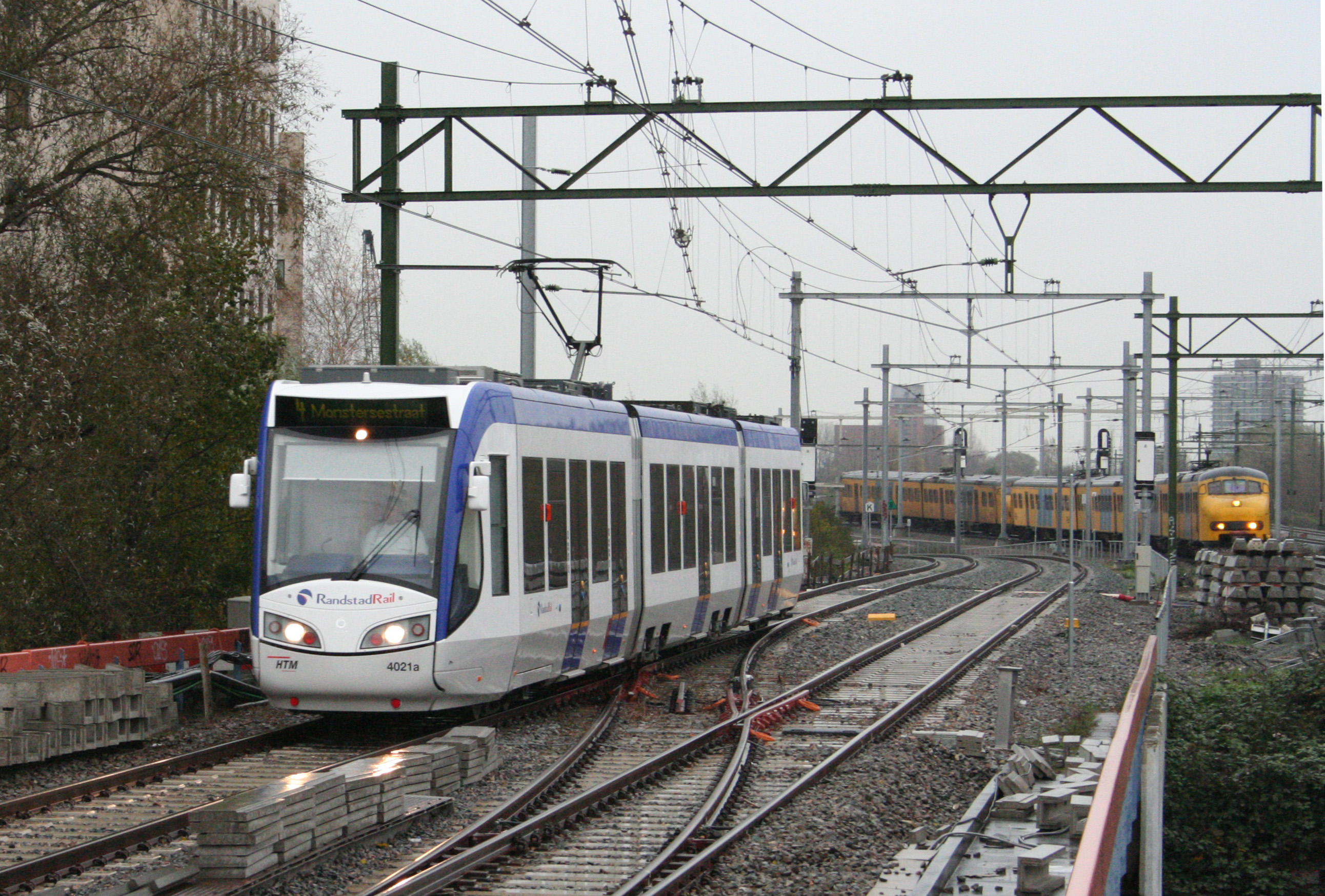
RegioCitadis von RandstadRail auf einer ehemaligen Eisenbahnstrecke in Den Haag

Für das Projekt RandstadRail wurde die Bauserie RandstadRail hergestellt. Diese 54 Fahrzeuge (4001–4054) weisen einige technische Änderungen auf, da sie nur als Straßenbahnzüge verkehren. Ihre zugelassene Höchstgeschwindigkeit liegt bei 80 km/h, sie sind nur für Gleichstrombetrieb mit 600 V und 750 V ausgelegt und an den mittleren Drehgestellen sind Schürzen angebracht. Zudem gibt es auch im Mittelteil Türen (eine je Seite), welche nicht ganz mittig angeordnet sind, sich aber einander direkt gegenüber befinden. Es ergibt sich eine geringere Leermasse von 57 t.
Im November 2008 wurden von HTM Personenvervoer NV weitere 18 Fahrzeuge (4055–4072) nachbestellt, die im Alstom-Werk in Reichshoffen gebaut wurden. Die Auslieferung des letzten Zuges aus dieser Bestellung erfolgte im Juli 2011. Die Wagen 4026 bis 4054 wurden ohne Kupplungen geliefert, die Übrigen sind ab Werk kuppelbar. Die Vielfachsteuerung ermöglicht das Kuppeln von vier Wagen, wegen der vorhandenen Bahnsteiglängen ist der Einsatz auf zwei Wagen begrenzt. (Linie 4)
Die HTM-Fahrzeuge verkehren hauptsächlich auf der Linien 3 und 4, auch als kurzgeführte Taktverdichter.
Seit 2012 sind auch die Strecken der Linien 2 und 19 für Einsatz der RegioCitadis umgebaut und freigegeben. Auf beiden Strecken gibt es Endbahnhöfe ohne Wendeschleifen, deshalb sind die bisher eingesetzten HTM-Einrichtungsfahrzeuge der GTL8-Familien nicht geeignet. Auf der Linie 2 wurden die RegioCitadis 2015 bereits wieder durch die neuen Siemens-Avenio-Einheiten ersetzt. Nur in den Tagesrandlagen verkehren die Ein- und Aussetzfahrten der Linie 19 vom und zum Betriebshof Zichtenburg als Züge der Linie 2. Seit dem Fahrplanwechsel der Jahresdienst 2017 sind auch tagsüber vermehrte Einsatz der RegioCitadis auf die Linie 2 zu beobachten.
Unfallbedingt wurden mehrere Wagen für Reparaturen zurück ins Werk Salzgitter gebracht, Wagen 4046 bereits mehrmals.